# Nicolae Ciupercă
Nicolae Ciupercă (n. 20 aprilie 1882, Râmnicu Sărat — d. 25 mai 1950, Închisoarea Văcărești) a fost un politician și general român. 

## Educație
- Absolvă școala primară și cursul inferior de liceu la Râmnicu Sărat; apoi cursul superior de liceu la Școala fiilor de ofițeri (liceul militar) din Iași; 
- Urmează Școala militară de ofițeri activi de Infanterie din București și o termină în 1902 ca Șef de promoție, obținând gradul de sublocotenent; 
- Absolvă cursurile Școlii Superioare de război din Paris în 1913.

## Participarea la Primul Război Mondial
Participă la Războiul de întregire ca maior, șef al biroului operații al armatei a II-a (condusă de general Averescu) "contribuind de aproape la pregătirea și executarea operațiunilor ofensive din iulie 1917"; 

## Grade militare
- 1930 - General de Brigadă.
- 1933 - General de Divizie.

A fost înaintat la gradul de general de corp de armată cu începere de la data de 6 iunie 1940.

## Funcții militare
- 1938 – 1939 - Ministru de Război al României.
- 1939 - Inspector General al Armatei.
- 3 iunie – 9 septembrie 1940 - Comandantul Armatei a 4-a.
- 12 septembrie 1939 – 22 septembrie 1940 - Comandant al Armatei a 2-a.
- 22 iunie 1941 - 9 septembrie 1941 - Comandant al Armatei a IV-a; participă la operațiunile pentru dezrobirea Basarabiei.

Este numit ministru al Apărării Naționale în 1939 pentru o scurtă perioadă. Își va da demisia pentru că nu a fost de acord cu cheltuirea unor fonduri din bugetul militar care, conform ordinului regelui, primeau o destinație secretă, imposibil de verificat;
La 9 septembrie 1941 a demisionat din funcția de comandant al Armatei a IV-a, în semn de protest, întrucât a fost împotriva continuării războiului dincolo de Nistru. S-a adresat mareșalului Antonescu: „Măi Ioane, noi nu avem ce căuta în Rusia. Ne-am luat înapoi moșia noastră, furată de sovietici și cu asta gata. Să procedăm și noi cum a procedat țăranul nostru întotdeauna. După ce a alungat animalele străine ce intraseră pe ogorul lui, gata, și-a văzut de treburile din propria lui gospodărie. Dar nu m-a ascultat...” În baza raportului nr. 54.839 întocmit la 4 octombrie 1941 de generalul de divizie Constantin Pantazi, ministru secretar de stat la Departamentul Apărării Naționale, Mihai Antonescu, vicepreședintele și președintele ad-interim al Consiliului de Miniștri, a aprobat demisia generalului Ciupercă din cadrele active ale armatei și trecerea lui în rezervă începând cu data de 13 octombrie 1941.
Generalul de corp de armată Nicolae Ciupercă a fost decorat pe 17 octombrie 1941 cu Ordinul „Mihai Viteazul” cl. III-a „pentru devotamentul, abnegația și energia cu care a comandat în situații foarte grele, în intervalul dela 22 Iunie la 9 Septemvrie 1941”.
Devenit indezirabil comuniștilor este arestat la data de 12 septembrie 1948 pentru acuzația de „complot și uneltire contra ordinii sociale”, după ce s-a alăturat grupării anticomuniste „Graiul Sângelui”, fiind încarcerat în celula numărul 8, la data de 31 decembrie 1948, în Penitenciarul Jilava. A decedat la data de 25 mai 1950 în spitalul central nr. 1 al Penitenciarului Văcărești, fiind bolnav de scleroză cerebrală, sindromul Parkinson, miocardită și azotemie.

## Decorații
- Medalia "Bărbăție și Credință" - clasa a II-a - I.D. 2079/12.005.1914;
- Steaua României cu spade în gradul de cavaler" - I.D. 437/13.05.1917;
- Coroana României în gradul de ofițer - I.D. 846/9.08.1917;
- Croix de Guerre - brevet 834/13.02.1918;
- Ordinul imperial rus "Sfânta Ana" de clasa a 2-a cu săbii, brevet 11360/29.08.1917;
- Ordinul "Polonia Restituta" în gradul de Comandor - brevet 66928/19.12.1924;
- Steaua României în gradul de Comandor cu însemnele de pace - I.D. 20/1335/9.05.1934;
- Ordinul „Coroana României” în gradul de Mare Cruce (8 iunie 1940)[5]
- Ordinul Militar „Mihai Viteazul” clasa III-a (17 octombrie 1941)[3]
- "Coroana României cu spade" în grad de Mare Cruce cu Panglici de Virtute Militară - I.D. 2168/29.07.1942;